# Ramón Custodio
Ramón Custodio Espinoza (5 de marzo de 1966) es un diplomático hondureño.

## Biografía
Ramón Custodio Espinoza es hijo de María Elena Custodio Espinoza (fallecida el 24 de agosto de 2007 en Tegucigalpa) y Ramón Abad Custodio López (nacido el 11 de diciembre de 1930). El 7 de marzo de 2002 fue designado Comisionado Nacional de los Derechos Humanos coordinado  y empresario de Laboratorios Custodio.
Fue Ministro en la legación en Washington D. C. (1999-2007); embajador en Bruselas ante la Union Europea (2 de julio de 2007-30 de agosto de 2012)
Desde el 24 de septiembre de 2012 es embajador en Berlín. El 18 de junio de 2013 presentó sus Cartas Credenciales ante Heinz Fischer en Viena, acreditándolo como Embajador Concurrente de Honduras ante Austria. El 3 de junio de 2015 presentó sus Cartas Credenciales en Varsovia